# 吉松孝博
吉松孝博（1965年8月27日—），日本資深男性動畫師、人物設計師。出身於大阪府。大阪府立東豐中高等學校畢業。Studio LIVE所屬。日本動畫製作者協會（JAniCA）會員。從事漫畫家活動時筆名“吉松”。
代表作有擔任人物設定和總作畫監督的《閃電霹靂車》、《十兵衛》、《HUNTER×HUNTER (日本電視台版)》、《OVERLORD》等等。

## 經歷、人物
國中時期曾經參加美術社，進入高中之後開始製作動畫，後來受到DAICON FILM的影響才全面投入賽璐珞動畫的製作。此時參加賽璐珞動畫製作的成員包含漫畫家椎名高志。
經歷過《月刊OUT》讀者投稿時期之後，進入動畫製作公司「Studio LIVE」上班。持續以人物設計師、作畫監督活躍。此外，吉松在製作《閃電霹靂車》時期，設計了跟自己造型一樣，名字叫「Something吉松」（CV：梁田清之）的角色。
吉松本身是世嘉的狂熱信徒，因此他以漫畫家身分曾經連載世嘉家用遊戲機擬人化的漫畫和《（另外曾幫公司設計遊戲機擬人化角色「Dreamcast子（下述）」）》（兩部漫畫都曾經在雜誌《Sega Saturn Magazine》進行連載，2012年停刊）。並以世嘉自家的捏他和職業摔角捏他等狂熱的内容持續發表超過10年以上。
近年也在進行獨立電影的製作。
此外，他也是職業摔角迷（格鬥技全部）和Kiss合唱團的歌迷，並因為自己也是早安家族（其中最喜歡的成員是藤本美貴）粉絲而為人熟知。2007年6月，於動畫專題雜誌「WEB Anime Style」連載自己的漫畫時，得知藤本美貴離開早安少女組。而感到寂寞，表示將筆名改用「吉松」，但在同年7月前往觀賞GAM的LIVE演唱會後，又將筆名改回使用「吉松」。

## 主要參加作品

### 電視動畫
- 超獸機神斷空我（1985年，人物設定[注 2]、原畫）
- 高校！奇面組（日语：ハイスクール!奇面組）（1985年－1987年，原畫）
- 七龍珠（1988年，原畫）
- 魔神英雄傳（1988年－1989年，原畫）
- 超時空遊俠（1989年，第5話特別人物設定）
- 七龍珠Z（1989年，原畫）
- 魔動王（1989年－1990年，特別人物設定、作畫監督、原畫）
- 櫻桃小丸子 (第1期)（1990年－1992年，原畫）
- 魔神英雄傳2（1990年－1991年，特別人物設定、作畫監督）
- 閃電霹靂車（1991年，人物設定、作畫監督[5]、OP原畫）
- 疾風無敵銀堡壘（1993年，作畫監督）
- 機動戰艦撫子號（1996年－1997年，作畫監督）
- 逮捕令（1997年，OP2原畫）
- 槍神Trigun（1998年，人物設定[1][5]）
- Generator Gawl（日语：ジェネレイターガウル）（1998年，第5話過場原畫）
- 十兵衛 -心形眼罩的秘密-（1999年，人物設定[1]、作畫監督）
- 迷糊女戰士（1999年，OP原畫）
- 天使不設防！（1999年，第26話過場原畫）
- 地球防衛企業（1999年，OP原畫）
- 喔！超级小奶糖（日语：OH!スーパーミルクチャン）（2000年，人物設定）
- 隨風飄的月影蘭（2000年，總作畫監督、原畫）
- 鈴鐺貓娘（2000年，特別原畫、OP&ED原畫）
- 向阳之树（2000年，原畫）
- 學園戰記無量（日语：学園戦記ムリョウ）（2001年，人物設定[1]、總作畫監督）
- 鈴鐺貓娘Panyo Panyo（2002年，分鏡、作畫監督）
- 成惠的世界（2003年，過場動畫）
- 獸兵衛忍風帖 龍寶玉篇（2003年，人物設定、總作畫監督[4]、2003年）
- Sweet Valerian（日语：スウィート・ヴァレリアン）（2004年，分鏡、演出、作畫監督、原畫）
- 沙漠神行者（2004年，人物設定、總作畫監督[4]、過場動畫、原畫）
- 醜陋美世界（2004年，原畫）
- 十兵衛2 -西伯利亞柳生的逆襲-（2004年，原畫）
- BLACK CAT（2005年－2006年，ED1分鏡&演出&作畫監督）
- 牙 -KIBA-（日语：牙 (アニメ)）（2006年－2007年，人物設定）
- 悲慘世界 少女珂賽特（2007年，人物設定[注 3]）
- 大江戶火箭（2007年，繪師頭取（人物設定[1]）、繪師頭（作畫監督））
- 俗·絕望先生（2008年，分鏡、作畫監督、原畫）[注 4]
- 死後文（2008年，原畫）
- 楚楚可憐超能少女組（2008年，OP原畫）
- BASQUASH！（2009年，人物設定[注 2]）
- 怪盜麗婭（2010年，總導演[5]、分鏡）[注 4]
- 花丸幼稚園（2010年，第8話ED分鏡&演出）[注 4]
- 奇蹟少女KOBATO.（2010年，原畫）
- 少年犯之七人（2010年，原畫）
- 荒川爆笑團（2010年，原畫）
- 吸血貓 The Animation（2011年，導演、人物設定、分鏡、原畫[5]）
- HUNTER×HUNTER (日本電視台版)（2011年－2012年，人物設定、總作畫監督、OP&ED總作畫監督、OP2&ED2總作畫監督、OP作畫監督）
- OVERLORD（2015年，人物設定、總作畫監督、作畫監督、OP作畫監督）
  - OVERLORD II（2018年，人物設定[6]）
  - OVERLORD III（2018年，人物設定）
- 疾走王子 Alternative（2016年，總作畫監督）
- Concrete Revolutio ～超人幻想～ THE LAST SONG（2016年，雲／雷作畫監督&原畫）
- 時間飛船24（2016年－2017年，人物設定、原畫、OP1&ED1&OP2&ED2作畫監督、ED2原畫）
  - 時間飛船 逆襲的三惡人（2017年，人物設定、OP&ED作畫監督）
- 偶像事變（2017年，ED分鏡）
- 原子小金剛 起始（2017年，人物設定、OP原畫）
- 比宇宙更遠的地方（2018年，人物設定、總作畫監督、作畫監督[7]）
- 傀儡馬戲團（2018年－2019年，人物設定、總作畫監督[8]）

### OVA
- 恐怖的生化人 最終教師（日语：最終教師）（1988年，原畫）
- （1989年，原畫）
- 閃電霹靂車11（1992年－1993年，人物設定、作畫監督、原畫）
- 閃電霹靂車ZERO（1994年－1995年，人物設定、總作畫監督、原畫）
- 閃電霹靂車SAGA（1996年－1997年，設計協力）
- 秀逗魔導士 SPECIAL（1996年，人物設定、作畫監督）
- 勇者指令達古王 水晶之眼的少年（1997年，原畫）
- AMON 惡魔人默示錄（2000年，原畫）
- （2004年，原畫）
- SUPERNATURAL：THE ANIMATION（2011年，人物設定、總作畫監督、作畫監督、ED動畫）

### 電影動畫
- 劇場版 秀逗魔導士（1995年，人物設定、作畫監督[4]）
- 秀逗魔導士RETURN（1996年，人物設定、總作畫監督）
- 秀逗魔導士 GREAT（1997年，人物設定、總作畫監督）
- 劇場版 光之美少女 Max_Heart 2：雪空的朋友（2005年，原畫）
- HELLS ANGELS（日语：HELLS ANGELS）（2008年，原畫）
- TRIGUN Badlands Rumble（2010年，人物設定、總作畫監督）
- 劇場版 HUNTER×HUNTER 緋色幻影（2013年，主要人物設定、人物設定）
- 劇場版 HUNTER×HUNTER -The LAST MISSION-（2013年，主要人物設定）
- 再見了，橡果兄弟！－奇蹟的暑假－（2022年，人物設定）

### 遊戲
- GALAXY ANGEL（2001年，動畫章節作畫監督）
- 除暴戰警2（日语：ライオットアクト 2）（2010年，宣傳影像動畫：導演&人物設定&作畫監督）
- 女神異聞錄4 黃金版（2012年，片頭動畫作畫監督）
- 女神異聞錄4 終極深夜鬥技場（2012年，片頭動畫總作畫監督）

### 其它
- 大地電台2 有動畫真好！（OP作畫）
- 戰鬥吧！龍人（日语：闘え!ドラゴンマン）（導演）
- Berryz工房『請愛我笑話100次』（CD封面插圖）
- 觸摸偵探 菇菇栽培研究室（日语：おさわり探偵 なめこ栽培キット）『菇菇的PV』（導演、分鏡）

## 著書
- 世界！（SB創意 SB Comics）
- 世界！ 2 子（SB創意 SB Comics）
- 世界！ 3 生子（SB創意）
- （學研 Nora Comics Pocke（日语：月刊コミックNORA）系列）
- 部活少女 優（日语：部活少女ゆう）（作畫：AM-DVL）網路漫畫雜誌『YOMBAN（日语：Webコミックゲッキン）』

## Dreamcast子
由吉松親自幫家用遊戲機Dreamcast設計的擬人化角色。當初亮相的時候相當受到歡迎，但有少數人覺得這樣的造型好像是在汙辱世嘉公司。身為Dreamcast子的設計者吉松聽到這負面評語時，表示自己的想法跟一般世嘉遊戲的熱情粉絲一樣，看到自己設計的擬人化角色是不會照單全收的。因此Dreamcast子在遊戲業界的知名度中等於是非官方角色，本來還企劃由MADHOUSE幫Dreamcast子進行動畫化，最後在世嘉公司的要求下全面中止。
另外，吉松本身熟知職業摔角，因此他曾經前往觀賞Dreamcast子變裝成蒙面女子摔角手（但是在裡面扮裝的人是男性）參加大阪職業摔角登上擂台的比賽。而且在出道戰讓對手村濱武洋做出48秒輕易地就被Dreamcast子擊敗的破例對待。並在第2場總共有6人的雙人摔角中功臣身退，變回普通平凡的遊戲機。

## 腳註

## 外部連結
- WEB Anime Style （页面存档备份，存于） （日語）（跟本雜誌的網站合作，正在進行連載的漫畫「！」網站）
- WEB Anime Style （页面存档备份，存于） （日語）（跟本雜誌的網站合作，已完結的漫畫「！」網站）
- （日語）（正在進行連載的4格漫畫網站）
- （吉松孝博）的X（前Twitter） （日語）